# Murs (Vaucluse)
Murs – miejscowość i gmina we Francji, w regionie Prowansja-Alpy-Lazurowe Wybrzeże, w departamencie Vaucluse.
Według danych na rok 1990 gminę zamieszkiwało 391 osób, a gęstość zaludnienia wynosiła 13 osób/km² (wśród 963 gmin regionu Prowansja-Alpy-W. Lazurowe Murs plasuje się na 521. miejscu pod względem liczby ludności, natomiast pod względem powierzchni na miejscu 333.).

## Populacja

Populacja Murs w latach 1962-2008